# Rio Open 2015 - Qualificazioni singolare maschile
Le qualificazioni del singolare maschile del Rio Open 2015 sono state un torneo di tennis preliminare per accedere alla fase finale della manifestazione. I vincitori dell'ultimo turno sono entrati di diritto nel tabellone principale. In caso di ritiro di uno o più giocatori aventi diritto a questi sono subentrati i lucky loser, ossia i giocatori che hanno perso nell'ultimo turno ma che avevano una classifica più alta rispetto agli altri partecipanti che avevano comunque perso nel turno finale.

## Teste di serie
1. Daniel Gimeno Traver (qualificato)
2. Facundo Bagnis (primo turno)
3. Thiemo de Bakker (qualificato)
4. Facundo Argüello (qualificato)

1. Adrian Ungur (ultimo turno)
2. Marco Cecchinato (qualificato)
3. André Ghem (primo turno)
4. Guido Pella (primo turno)

## Qualificati
1. Daniel Gimeno Traver
2. Marco Cecchinato

1. Thiemo de Bakker
2. Facundo Argüello

## Tabellone qualificazioni

### Legenda
| - Q = Qualificato - WC = Wild card - LL = Lucky loser | - ALT = Alternate - SE = Special Exempt - PR = Protected Ranking | - w/o = Walkover - r = Ritirato - d = Squalificato |

### Sezione 1
|  | Primo turno | Primo turno          | Primo turno          | Primo turno | Primo turno |  |  | Ultimo turno | Ultimo turno         | Ultimo turno         | Ultimo turno | Ultimo turno |  |
|  |             |                      |                      |             |             |  |  |              |                      |                      |              |              |  |
|  | 1           | Daniel Gimeno Traver | Daniel Gimeno Traver | 6           | 6           |  |  |              |                      |                      |              |              |  |
|  |             | José Pereira         | José Pereira         | 1           | 3           |  |  | 1            | Daniel Gimeno Traver | Daniel Gimeno Traver | 7            | 6            |  |
|  |             | Filippo Volandri     | Filippo Volandri     | 7           | 6           |  |  |              | Filippo Volandri     | Filippo Volandri     | 64           | 4            |  |
|  | 7/Alt       | André Ghem           | André Ghem           | 65          | 1           |  |  |              |                      |                      |              |              |  |

### Sezione 2
|  | Primo turno | Primo turno             | Primo turno             | Primo turno | Primo turno |  |  | Ultimo turno | Ultimo turno     | Ultimo turno | Ultimo turno | Ultimo turno |  |
|  |             |                         |                         |             |             |  |  |              |                  |              |              |              |  |
|  | 2           | Facundo Bagnis          | Facundo Bagnis          | 0           | 64          |  |  |              |                  |              |              |              |  |
|  |             | Fabiano de Paula        | Fabiano de Paula        | 6           | 7           |  |  |              | Fabiano de Paula | 6            | 62           | 65           |  |
|  | WC          | Carlos Eduardo Severino | Carlos Eduardo Severino | 4           | 3           |  |  | 6            | Marco Cecchinato | 4            | 7            | 7            |  |
|  | 6           | Marco Cecchinato        | Marco Cecchinato        | 6           | 6           |  |  |              |                  |              |              |              |  |

### Sezione 3
|  | Primo turno | Primo turno      | Primo turno      | Primo turno | Primo turno |  |  | Ultimo turno | Ultimo turno     | Ultimo turno     | Ultimo turno | Ultimo turno |  |
|  |             |                  |                  |             |             |  |  |              |                  |                  |              |              |  |
|  | 3           | Thiemo de Bakker | Thiemo de Bakker | 6           | 7           |  |  |              |                  |                  |              |              |  |
|  |             | Thiago Monteiro  | Thiago Monteiro  | 4           | 6(1)        |  |  | 3            | Thiemo de Bakker | Thiemo de Bakker | 6            | 6            |  |
|  | WC          | Antonioni Fasano | Antonioni Fasano | 3           | 2           |  |  | 5            | Adrian Ungur     | Adrian Ungur     | 3            | 4            |  |
|  | 5           | Adrian Ungur     | Adrian Ungur     | 6           | 6           |  |  |              |                  |                  |              |              |  |

### Sezione 4
|  | Primo turno | Primo turno       | Primo turno       | Primo turno | Primo turno |  |  | Ultimo turno | Ultimo turno      | Ultimo turno      | Ultimo turno | Ultimo turno |  |
|  |             |                   |                   |             |             |  |  |              |                   |                   |              |              |  |
|  | 4           | Facundo Argüello  | 1                 | 6           | 0           |  |  |              |                   |                   |              |              |  |
|  |             | Andrea Collarini  | 6                 | 4           | 0r          |  |  | 4            | Facundo Argüello  | Facundo Argüello  | 6            | 6            |  |
|  | WC          | Christian Lindell | Christian Lindell | 7           | 7           |  |  | WC           | Christian Lindell | Christian Lindell | 1            | 3            |  |
|  | 8           | Guido Pella       | Guido Pella       | 6           | 64          |  |  |              |                   |                   |              |              |  |